# 고로아와세

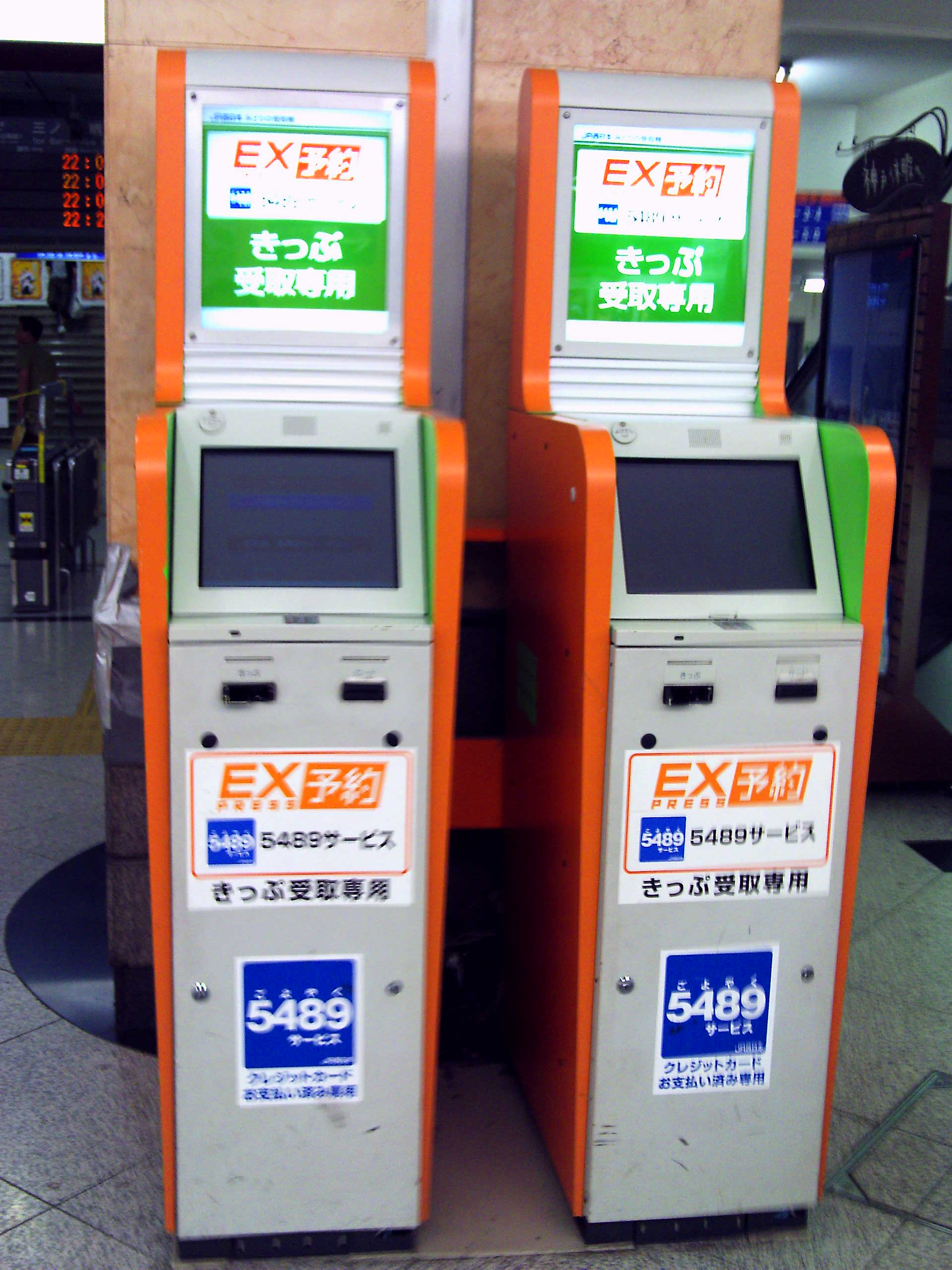

고로아와세(일본어: 語呂合わせ)는 일본에서 문자를 다른 문자로 바꾸거나, 숫자열의 각 숫자와 기호에 연상 되거나 읽히는 소리를 적용시켜 의미가 가능한 단어나 문장으로 바꾸는 것을 가리킨다. 일본에서만 통하는 은어의 일종으로, 전화 번호나 비밀번호, 수학 등 원래의 숫자 열이 의미하는 사건을 암기하는 경우에 사용된다. 주로 숫자만 입력 가능한 무선호출기 등에 사용되기도 했었으며, 이는 대한민국에서의 사례와 유사하다. 이와 비슷한 사례로는 중국어의 해음이 있다.

## 방법

### 문자 고로아와세
대개 동음이의어를 이용하며, 동의어를 이용한 고로아와세도 있다.

### 숫자 고로아와세
- 0은 お, れ, ぜ 등으로 바꿀 수 있다.
- 1은 い, ひ, ひと 등으로 바꿀 수 있다.
- 2는 に, ふ, じ 등으로 바꿀 수 있다.
- 3은 さ, み, ぞ 등으로 바꿀 수 있다.
- 4는 し, よ 등으로 바꿀 수 있다.
- 5는 ご, こ 등으로 바꿀 수 있다.
- 6은 ろ, る, む 등으로 바꿀 수 있다.
- 7은 な, せ 등으로 바꿀 수 있다.
- 8은 は, ば, や 등으로 바꿀 수 있다.
- 9는 きゅう, く 등으로 바꿀 수 있다.
- 10은 じゅう, と, て 등으로 바꿀 수 있다.

## 예시

### 숫자
- 4

일본어에서 죽음(死)은 숫자 4의 발음인 '시'로 읽히기 때문에 종종 죽음에 관한 단어는 4로 사용된다.
- 49

급함(至急), 죽을 만큼의 괴로움(死苦)
- 573

코나미
- 765

남코
- 889

빨리(早く)
- 893

야쿠자. 야쿠자라는 단어의 유래가 이 숫자라고 하는 의견도 있다.
- 1564

살인(人殺し). 이 고로아와세 때문에 전화번호에 1564가 포함되는 것을 불길하다고 생각하는 미신도 있다.
- 4649

잘 부탁해(よろしく)
- 14106

사랑해(愛してる)

## 같이 보기
- 레부스 원리
- 4자 금기
- 언어 유희